# برنقوس مسطح
البرنقوس المسطح (باللاتينية: Prangos platychloena) نوع نباتي ينتمي إلى جنس البرنقوس من الفصيلة الخيمية.

## الموئل والانتشار
موطن هذا النوع بلاد الشام وتركيا.